# Pronja (Sosch)
Die Pronja (russisch Проня) ist ein rechter Nebenfluss des Sosch im Osten von Belarus.
Die Pronja entspringt in den Smolensker Höhen im Südosten der Wizebskaja Woblasz. Sie fließt in überwiegend südlicher Richtung durch die Mahiljouskaja Woblasz und passiert dabei den westlichen Stadtrand von Horki. Schließlich mündet sie bei der Kleinstadt Slauharad rechtsseitig in den Sosch.
Die Pronja hat eine Länge von 172 km. Sie entwässert ein Areal von 4910 km². Die Schneeschmelze dominiert den Jahresabfluss der Pronja. Der mittlere Abfluss an der Mündung beträgt 30 m³/s. Im Sommer können starke Niederschläge zu Hochwasser führen. Zwischen Ende November und Ende März ist die Pronja eisbedeckt.